# Pierre de Schaumberg
Pour les articles homonymes, voir Schaumberg.
Pierre de Schaumberg   (né  le 22 février 1388 à Mitwitz, Saint-Empire, et mort au château de Dillingen  le 12 avril 1469) est un cardinal du XVe siècle.  Il est un fils de George IV de Schaumberg.

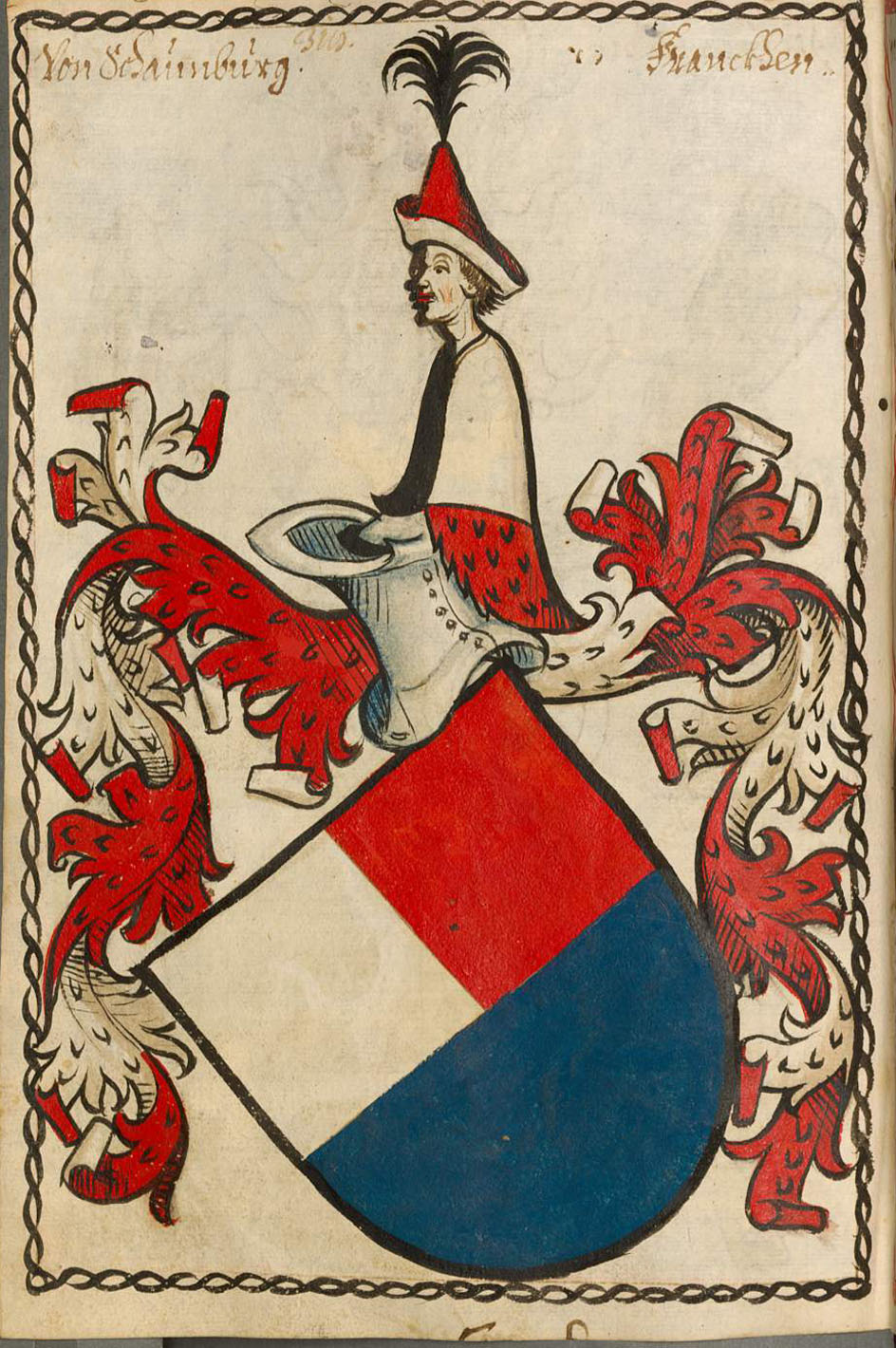
Armes de la famille de Schaumberg

## Biographie
Pierre de Schaumberg est juge et chanoine à Wurtzbourg et vicaire-général  et archidiacre de Bamberg. Il est élu évêque d'Augsbourg. En 1431 il est envoyé en France par le roi Sigismond à réconcilier  le roi Henri VI d'Angleterre, le duc Philippe de Bourgogne et le roi Charles VII de France, mais la mission n'a pas de succès. Pierre est un participant remarqué au concile de Bâle. Il entreprend aussi plusieurs missions diplomatiques pour l'empereur Frédéric III.
Le pape Eugène IV le crée cardinal lors du consistoire du 18 décembre 1439. Il ne participe au conclaves de 1447 (élection de Nicolas V), de 1455 (élection de Calixte III), de 1458 (élection de Pie II), ni à celui  de 1464 (élection de (Paul II).